# Idkerberget
Idkerberget est une localité suédoise de la commune de Borlänge, située à une vingtaine de kilomètres au sud-ouest de Borlänge et à environ 230 km au nord-ouest de Stockholm. C'est une ancienne cité minière, la mine de fer ayant fermé en 1977. La population était de 290 habitants en 2010.

## La mine d'Idkerberget

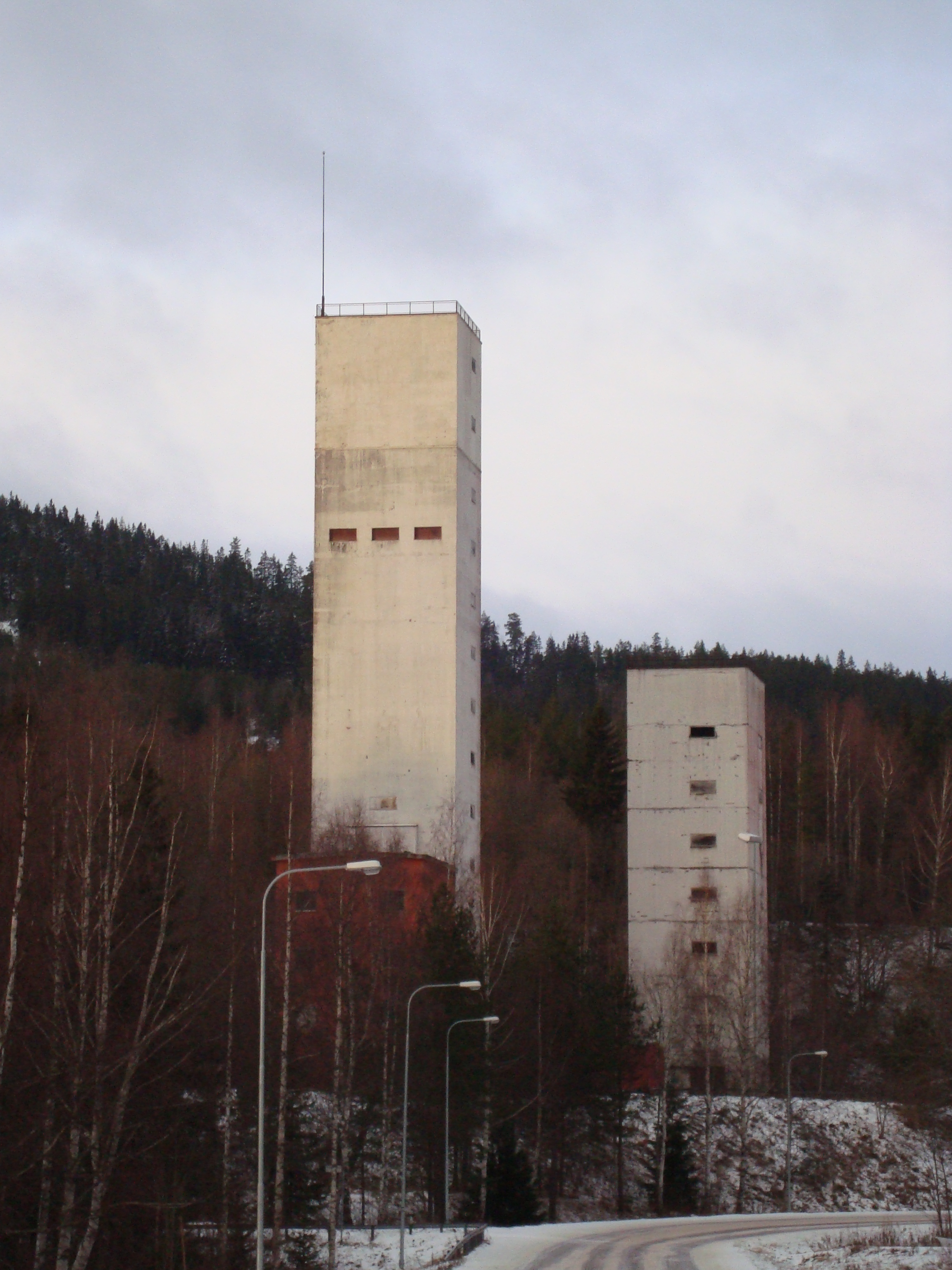
Au premier plan, la tour d'extraction et au second plan, la tour servant à l'accès du personnel.

Les premiers permis d'exploitation sont accordés en 1759 et 1783 mais les travaux à grande échelle ne commencent qu'en 1902. C'est une filiale des mines de Stora Kopparberg qui assure l'exploitation. En 1908, la production de minerai de fer est évaluée entre 50 000 et 100 000 tonnes. Jusque 1912, le minerai est acheminé vers la fonderie d'Ulfshyttan, mais une ligne de chemin de fer d'une dizaine de kilomètres est ensuite ouverte vers Rämshyttan, permettant de rejoindre la ligne Falun-Göteborg. Deux chevalements en béton sont construits en 1952 et 1954 pour le minerai et pour le personnel.
Dans la nuit du 16 mars 1961, les habitants d'Idkerberget sont réveillés par un effondrement de terrain lié à l'affaissement du toit d'une ancienne taille à 405 mètres de profondeur. En résulte un cratère d'environ un kilomètre de circonférence et d'une profondeur de 58 m. Par chance, bien que le trou soit situé en plein milieu de la localité, aucune victime n'est à déplorer, et les dégâts matériels se limitent à une dizaine de voitures, un garage et une aire de jeu pour enfants. Soixante-huit personnes doivent néanmoins être relogées, et le trafic de la route nationale toute proche est interrompu.
La mine ferme définitivement le 28 février 1977.